# 林宗二
林 宗二（りん そうじ、明応7年（1498年） - 天正9年7月11日（1581年8月10日））は、日本の戦国時代の商人、民間出身の学者である。字を桂室、号を方生斎といい、饅頭を商っていたので饅頭屋宗二（まんじゅうやそうじ）と呼ばれる。

## 人物・業績
京都出身。先祖は日本に饅頭の製法を伝えたとされる林浄因で、更に遡ると宋代の詩人・林逋に至る。家業の饅頭屋のかたわら、牡丹花肖柏に連歌を、清原宣賢や吉田兼右に学問を習う。漢詩、特に唐代のものに精通し、歌学では『古今和歌集』の奈良伝授を伝えた。また、室町時代に刊行された国語辞書『節用集』の改訂を行ったとされる。この節用集は、饅頭屋本と呼ばれている。他に『源氏物語林逸抄』を著す。